# 男山酒造
男山酒造（おとこやましゅぞう）は、山形県山形市にある清酒製造業を行う酒蔵である。
男山の酒銘は、京都府の男山八幡宮の名にちなんでいる。
蔵王山系の伏流水を使用。全国新酒鑑評会において最高位の金賞を受賞している。

## 沿革
1973年10月設立（創業は寛政元年）。

## 代表銘柄
- 羽陽男山